# エジプト神話

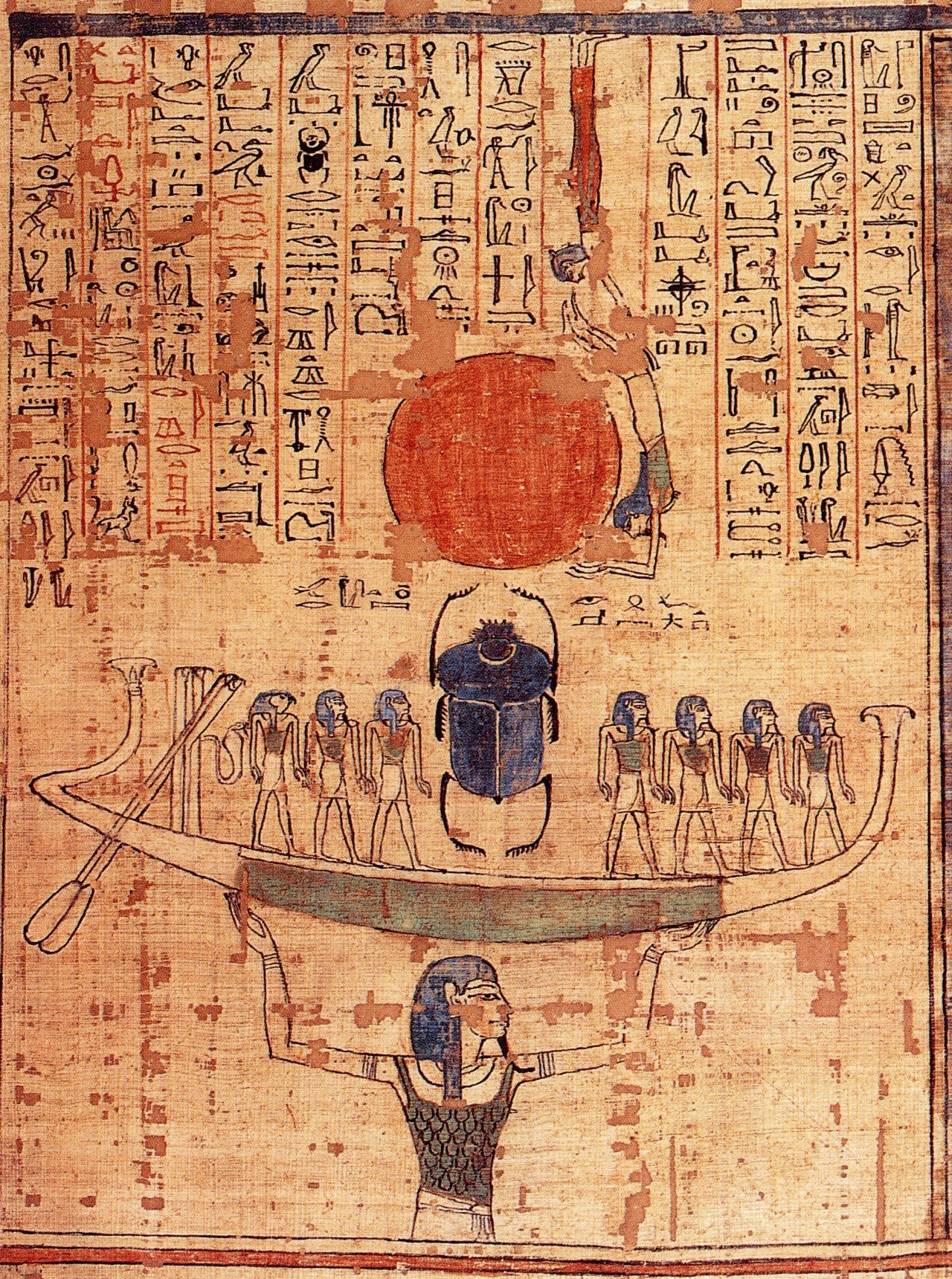
原初の水の具現体であるヌンが、創造の瞬間に太陽神ラー（ケプリ）の船を空に持ち上げる。

エジプト神話（エジプトしんわ、英語: Egyptian mythology）とは、古代エジプトより興った当時のエジプト人の世界観を示す手段としてエジプト固有の神々の行動を記した神話をまとめたものである。同神話が表している信仰は、古代エジプトの宗教の重要な部分であり、各固有の銘は、国名と同期している。エジプトの文学や芸術、特に短編小説や賛美歌、儀式文書、葬礼文書、神殿の装飾といった宗教的素材にエジプト神話が頻繁に現れる。これら原資料が神話の完全な記述になっていることは稀で、短い断片だけを記したものが多い。

## 概要
自然のサイクルに触発され、エジプト人は現在の時間を一連の繰り返しパターンとして捉え、その一方で最初期の時間は直線的だと考えた。エジプト神話はその直線的な最初期にあたるもので、同神話が現在のサイクルにつながるパターンを設定している。現在の出来事は神話の出来事を繰り返しているのであり、そうすることで宇宙の根源的秩序であるマアトを更新していくことになる。
神話上の過去を起点とする最も重要なエピソードの中に創造神話があり、その中で神々は原始の混沌から宇宙を造形していく。地上における太陽神ラーの統治の物語や、破壊の神セトに対抗する神々オシリス、イシス、ホルスの闘争に関するオシリスとイシスの伝説がある。神話と見なされるかもしれない現在時間からの出来事としては、この世界とそれに対応する異世界ドゥアトを通るラーの日々の旅が含まれる。これらの神話エピソードで繰り返し出てくるテーマには、マアトの支持者と無秩序の勢力との間の対立、マアトを維持する際のファラオの重要性、そして絶えず起こる神々の死と再生などがある。
これら神聖な出来事の詳細はテキストによって大きく異なり、矛盾があるように思えることも多い。エジプト神話は主に隠喩的なもので、神々の本質や行動を人間が理解できる言葉に変えて伝えている。神話のそれぞれの異形は、神々や世界についてのエジプト人の理解を豊かにしてくれる象徴的な見解の相違を表すものである。
同神話はエジプトの文化に多大な影響を与えた。それは多くの宗教的儀式に着想を与えたり影響を及ぼし、王権にとってのイデオロギー的な基盤を与えた。神話に由来する場面や象徴は、墓、神殿、お守りといった芸術に現われた。文学においては、神話あるいは神話的要素がユーモアからアレゴリーまでの物語で使われており、それはエジプト人が多種多様な目的に合わせてこの神話を順応させたことを示すものである。
エジプトがローマ帝国の属州となり、やがてイスラム教が流入すると、これらの信仰は途絶えたとされる。

## 起源
エジプト神話の発展は追跡が困難である。エジプト学者はだいぶ後年に登場した文書の原資料に基づき、その最初期段階に関する学術的な推測をしなければならない。神話における明白な影響の1つに、エジプトの自然環境がある。太陽が日々昇っては沈み、土地に光をもたらし、人間の活動を規則的にした。ナイル川は毎年氾濫し、土壌の肥沃度を新たにしてエジプト文明を維持させる生産性の高い農業を可能にしていた。このように、エジプト人は水と太陽を生命の象徴と見なし、時間を一連の自然サイクルとして考えた。この秩序だったパターンは絶えず崩壊の危険にさらされた。例年と異なる低い洪水は飢饉をもたらし、高い洪水は穀物と建物を破壊した。恩恵深いナイル渓谷は、エジプト人が野蛮な秩序の敵と見なした人々が住む過酷な砂漠に囲まれていた。これらの理由から、エジプト人は自分たちの土地を安定しているが孤立した場所あるいは混沌に囲まれて危機に瀕している「マアト」だと考えていた。これらのテーマ（秩序、混沌、そして更新）は、古代エジプトの宗教思想に繰り返し現れる。
エジプト神話にとってもう一つの有力な資料に儀式がある。多くの儀式は神話に言及しており、時には神話に直接基づいている。しかし、文化としての神話が儀式以前に発達したのか、あるいはその逆なのかを断定するのは困難である。この神話と儀式の関係についての問いかけは、一般にエジプト学者および比較宗教学者の間で（どちらが先か）多くの議論を生むことになった。古代エジプトでは、最初期の宗教的実践の証拠は文字に記された神話よりも昔のものである。エジプト史初期の儀式は神話からのモチーフを幾つか含んでいた。これらの理由から、一部の学者はエジプトでは神話の前に儀式が出現したと主張している。しかし初期の証拠はごく僅かであるため、この問題は決して確実には解決しない可能性がある。
しばしば「魔法」と呼ばれる非公開の儀式において、神話と儀式は特に密接な結びつきがある。他の原資料では発見されていない神話めいた物語の多くが、儀式文書の中には現れる。毒を盛られた息子ホルスを救う女神イシスという広く知られたモチーフでさえ、このタイプの文書にだけ出てくる。
エジプト学者のダヴィド・フランクフルターは、これら儀式は神話に基づく精巧な新しい物語（historiolasと呼ばれる）を作りあげることで、基本的な神話の伝統を特定儀式に合うよう順応させたものだと主張している。対照的にJ・F・ボーグハウツ(en)は魔法のテキストについて「この分野のために特定種類の「異端」神話が造られたという証拠は微塵もない」と述べている。
エジプト神話の大半は創造神話で構成され、人間の制度や自然現象を含む世界のさまざまな要素の始まりを説明している。王権は原初の時間において神々の間で起こり、後に人間のファラオに渡された。太陽神が空に舞い戻った後、人間が互いに戦い始めたときに戦争が始まる。神話はまた、さほど根本的ではない伝統の始まりとされていることも説明している。マイナーな神話的エピソードで、ホルスは母親のイシスに怒って彼女の頭を切り落とし、イシスは失くした自分の頭を牛のものと取り替える。この出来事は、なぜイシスが頭飾りの一部としてたまに牛の角が描かれるのかを説明したものである。
一部の神話は歴史的な出来事に触発された可能性がある。紀元前3100年頃のエジプト先王朝時代末期におけるファラオの下でのエジプトの統一は、王をエジプト宗教の焦点に据えており、それゆえ王権のイデオロギーは同神話の重要な部分となった。統一をきっかけに、かつて地元の守護神だった神々が国内での重要性を獲得し、統一された国の伝統に地元の神々を結びつける新しい関係を形成した。初期の神話はこれらの関係性から形成された可能性があるとジェラルディン・ピンチは示唆している。エジプトの原資料は、ホルスの神々とセトとの間の神話上の争いを、エジプト先王朝時代後期またはエジプト初期王朝時代に起こったであろう上エジプトと下エジプトの両地域間の争いと結びつけている。
これら初期時代を経て、神話に対する変更の大半は新しい概念を創るのではなく、既存の概念を発展させることで（例外もあるが）適応していった。多くの学者が、太陽神が空に引き揚げて人間同士を戦わせるという神話はエジプト古王国末期（紀元前2686-2181年）における王権と王国の崩壊に触発されたものだと指摘している。エジプト新王国（紀元前1550-1070年頃）では、カナンの宗教から取り入れたヤム (ウガリット神話の神)やアナトといった神々を中心にマイナーな神話が発展した。対照的に、グレコ・ローマン期（紀元前332年-西暦641年）におけるグレコローマン文化はエジプト神話にほとんど影響を及ぼさなかった。

## 定義と範囲
どのような古代エジプトの信仰が神話であるのかを定義することは、学者にとっても難題である。エジプト学者ジョン・ベインズ(en)により示された神話の基本的な定義は「神聖または文化的に中心となる説話」である。エジプトでは、文化および宗教の中心となる説話がほぼ全て神々の間で起きた出来事に関するものである。神々の行動に関する実際の説話は、特に初期からエジプトの文書では稀であり、そのような出来事への言及の大半は単なる顕彰かあるいは隠喩である。
ベインズほか一部のエジプト学者は、「神話」と呼ばれるほど十分に完成した説話がすべての時代に存在したが、それらを書き留めることをエジプトの伝統が良しとしなかったと主張している。ヤン・アスマン(en)など他の学者達は、真の神話はエジプトでは稀であって、最初期の著述に現れるナレーションの断片から発展してその歴史の途中で出来上がった可能性があると述べている。しかしながら、近年ではヴィンセント・A・トビンとスザンヌ・ビッケルが、その複雑で柔軟な性質がゆえに、エジプト神話では長い説話が必要とされなかったと指摘している。トビンが主張するには、説話はそれらが説明する出来事について単純で固定された見方を形成する傾向があるので、説話は神話に対してさえ異質なものである。もしも神話にナレーションが必要とされないならば、神の性質または行動についての考えを伝えるどんな声明も「神話」と呼ばれうることになる。

## 内容と意義
他の多くの文化における神話と同じく、エジプト神話は人間の伝統を正当化する役割と、無秩序の性質や宇宙の終焉といったこの世界に関する根源的な疑問に応える役割を担っている。エジプト人は神々に関する発言を通してこれらの深遠な問題を説明した。
エジプトの神々は、地球や太陽のような物体から知識や創造性といった抽象的な力までの自然現象を表している。神々の行動および相互作用がこれらの全ての力および要素の振る舞いを支配する、とエジプト人は信じていた。ほとんどの場合、エジプト人はこれらの神秘的な過程を明確な神学的著述に記してはいない。代わりに、そうした過程を神々の関係および相互作用で暗示的に説明したのである。
多くの主要な神々も含めて大半のエジプトの神々は、いずれの神話的な説話においても重要な役割を担っていないが、彼らの性質および他の神格との関係は、ナレーションの無い最小限の声明やリストでしばしば確立されている。説話に深く関わっている神々にとって、神話の出来事は宇宙における彼らの役割の非常に重要な発現である。したがって、説話だけが神話であるなら神話はエジプトの宗教的理解の主要素となるが、他の多くの文化のように不可欠要素ではない。

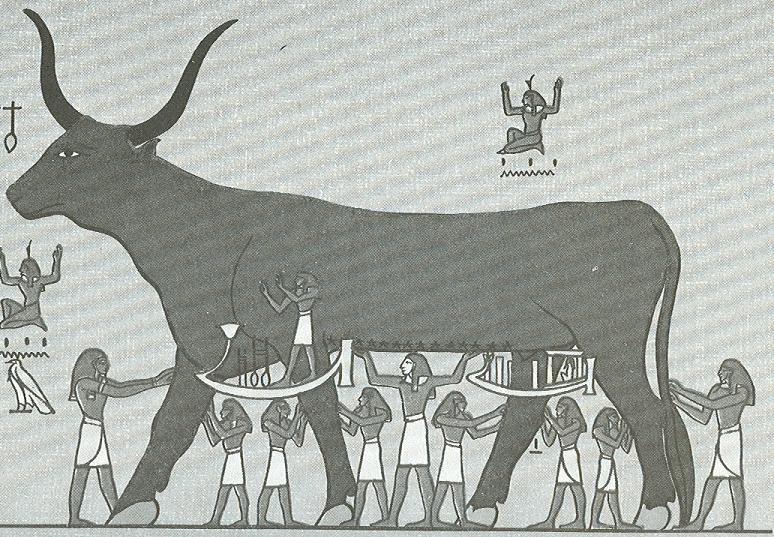
他の神々によって支えられた女神牛として描かれた天空。この図像は幾つかの共存する空のビジョン（屋根として、海面として、牛として、人間の形の女神として）を組み合わせたものである
。

神々の本当の領域は神秘的であり、人間では到達できない。神話の物語は象徴化を用いることでこの領域の出来事を理解しやすくしている。ただし神話記述のあらゆる細部に象徴的な意味があるわけではない。一部の図像や事案は、宗教的なテキストにおいても、より広い意義を持つ神話の単なる視覚的または劇的な装飾として意図されたものに過ぎない。
エジプト神話の原資料には、完全な物語がほとんど存在しない。これらの原資料には関連する出来事への隠喩以外には何も含まれていないことも多く、実際の説話を含むテキストはより広大な物語の一部だけを伝えている。したがって、エジプト人はどの神話に関しても物語の一般的な概要しか持っておらず、特定の事象を説明する断片がそこから出来上がっていったのかもしれないとする説がある。さらに、神々はしっかり定義づけられた性格が無く、たまに矛盾する行動があってもその動機が付されることは稀である。したがって、エジプト神話は十分に発達した物語ではない。同神話の重要性は、物語としての特徴ではなく、その根底にある意義の部分にある。冗長な固定の物語へと融合するのではなく、それらは（断片状態のまま）非常に柔軟で非教理的なものとして維持されたのである。
エジプト神話は非常に柔軟で、互いに矛盾しているようにも見える。エジプトの文書には世界の創造や太陽の動きの説明が多く出てくるが、その幾つかは互いに非常に異なっている。神々の関係は流動的で、そのため例えば、女神ハトホルは太陽神ラーの母や妻あるいは娘と呼ばれることもあった。別離した神々が一つの存在として習合されたり連結されることさえあった。それゆえ創造主の神アトゥムはラーと結びついてラー＝アトゥム(Ra-Atum)を形成した。 
神話での矛盾について一般的に示唆される理由の1つは、宗教的な思想が時代の経過や地域によって異なることである。様々な神々の現地の熱狂信奉者（カルト）が彼ら自身の守護神を中心とした神学を発展させた。様々なカルトの影響が移り変わるうちに、一部の神話体系は国家支配に到った。エジプト古王国期（紀元前2686-2181年）における最も重要な体系がヘリオポリスを中心としたラーとアトゥムのカルトであった。彼らは世界を創造したと言われる神話上の家族エネアド（エジプト九柱の神々）を形成した。それは当時の最重要な神格を含むものだったが、中でもアトゥムとラーには優位性を与えた。エジプト人はまた、古い宗教思想を新しいものと重ね合わせた。例えば、メンフィス (エジプト)を中心とするカルトがある神プタハも世界の創造者であると言われていた。プタハの創造神話は、プタハの創造的命令を実行するのはエネアドだと語ることで、より古い神話を取り入れている。したがって、同神話ではプタハをエネアド九柱神よりも古くて偉大なものとしている。多くの学者は、この神話をヘリオポリスの神よりもメンフィス神の優位性を主張する政治的試みと捉えている。このように概念を組み合わせることで、エジプト人は非常に複雑な神々と神話の組み合わせを生み出していった。
20世紀初頭のエジプト学者達は、上述したような政治的動機の変化がエジプト神話における矛盾した描写イメージの主な理由であると考えた。しかし1940年代に、エジプト神話の象徴的な性質を熟知するヘンリ・フランクフォート(en)が、明らかに矛盾する思考はエジプト人が神の領域を理解するために使っていた「アプローチの多様性」の一部であると主張した。フランクフォートの主張は、ごく最近のエジプト信仰分析における大半の基礎となっている。政治的変化はエジプト人の信仰に影響を及ぼしたが、それら変化を通して現れた思想もまた、より深い意味を持っている。同じ神話の複数のバージョンは同じ現象の異なる側面を表しており、同じように振る舞う異なる神々は自然の力の密接な関係を反映したものである。エジプト神話の様々なシンボルは、単眼レンズを通して見るには複雑すぎる思想を表している。

## 原資料
利用可能な原資料は、厳粛な賛美歌から笑い話まで多岐にわたる。いかなる神話でも正典的なバージョンが単一ではなく、エジプト人は彼らの著作の様々な目的に合うように神話の幅広い伝統を適応させた。大半の古代エジプト人は文字が読めなかったため、物語を話すことを通じて神話を語り継ぐ口頭伝承がなされていた可能性がある。スザンヌ・ビッケルは、この伝統の存在がなぜ神話に関連したテキストの多くが殆ど詳細を述べていないのか説明する手掛かりになると指摘し、既に神話は全てのエジプト人に知られていたという。この口頭伝承の証拠はほとんど残っておらず、エジプト神話に関する現代知識は書かれた絵図の原資料から見つかったものである。現在まで残っているのはこれら資料のごく一部であり、かつて書き留められた神話情報の多くが失われてしまっている。この情報はどの時代においても等しく豊富でないため、エジプト人が歴史上のある時代に抱いていた信仰は、よりきちんと文書化された時代における信仰よりも理解が不十分である。

### 宗教的な原資料
多くの神々がエジプト初期王朝時代（紀元前3100年頃-2686年）の芸術作品に現れるが、これらには最小限の著述しか含まれていないため、神々の行動に関してはこれらの資料から殆ど集めることができない。エジプト人はエジプト古王国時代により広く著述を使うようになり、そこでエジプト神話最初の主要な原資料であるピラミッド・テキストが現れた。これらテキストは紀元前24世紀に始まるピラミッドの内部に刻まれた数百の呪文を集めたものである。それはピラミッドに埋葬された王たちが安全にあの世を通過できるようにすることを意図した、エジプト最初の葬礼文書であった。呪文の多くは、創世神話やオシリス神話を含め、あの世に関連した神話を暗示している。テキストの多くは最初に書かれた既知の複製よりもはるかに古いもので、従ってそれらはエジプトの宗教的信仰の初期段階に関する手がかりを提供している。
エジプト第1中間期（紀元前2181-2055年頃）に、ピラミッド・テキストは同様の素材を含むと共に非王族でも利用可能なピラミッド・テキスト（棺の文章）へと展開された。新王国期の死者の書やエジプト末期王朝（紀元前664-323年）以降の呼吸の書(en)のような後継の葬礼文書は、これらの初期のコレクションから発達したものである。また新王国期では、太陽神の夜の旅について詳細かつまとまった記述を含む、別のタイプの葬礼文書の発展も見られた。この種のテキストには『アムドゥアト(en)』『門の書(en)』『洞窟の書(en)』などがある。

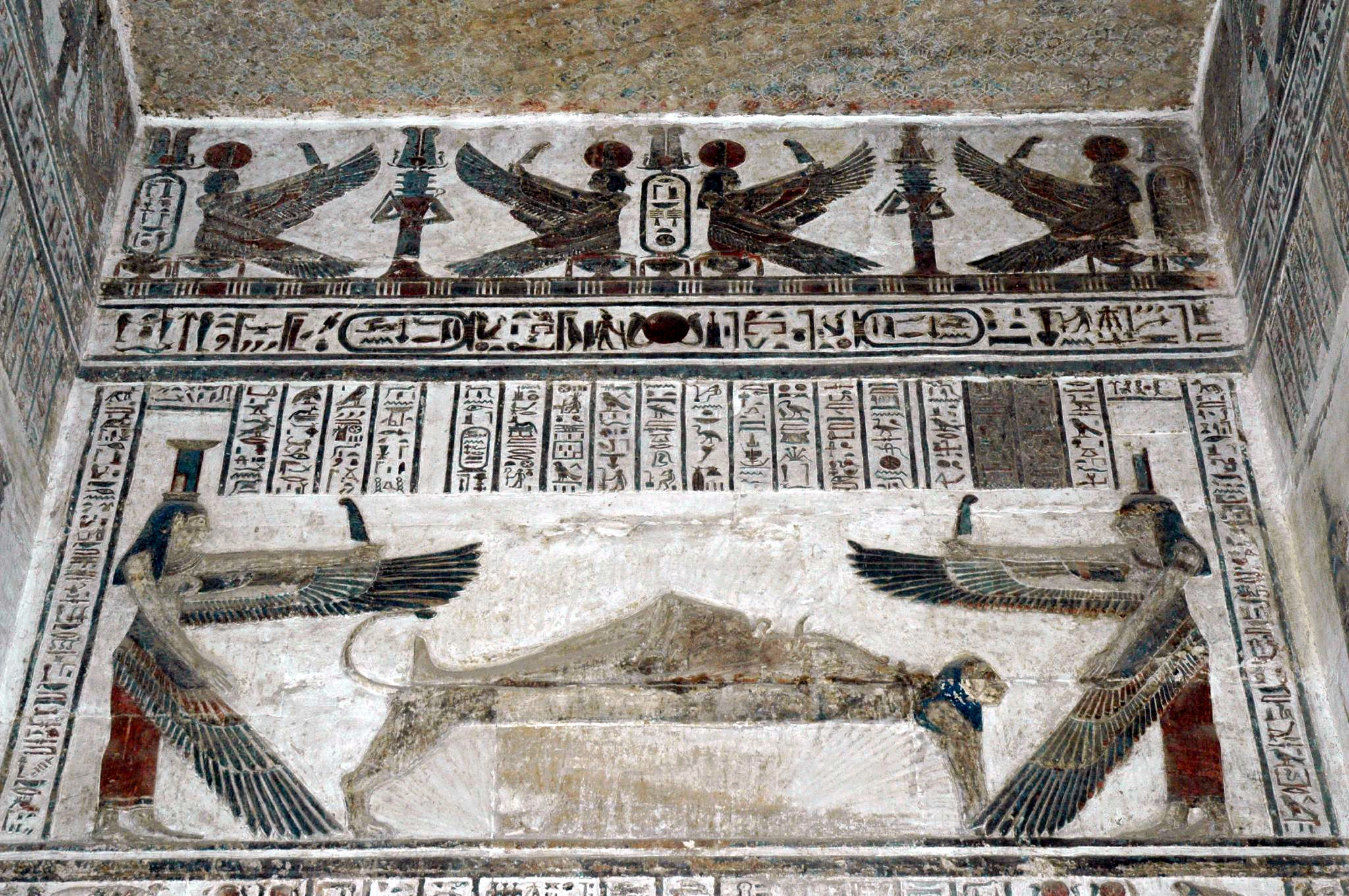
兄オシリスの死体を見守っている女神イシスとネフティスを描いた、デンデラの神殿装飾

現存する遺跡の大部分が新王国期以降のものだが、神殿はもう一つの神話の資料源である。多くの神殿は、儀式用やその他用途のパピルスを保管するペル＝アンク（アンクに関する書庫）や神殿図書館を備えていた。これらパピルスの一部には神の行動を褒め称える賛美歌が含まれており、しばしばそれらの行動を定義する神話に言及している。神殿の他のパピルスは儀式のことを説明しており、それらの多くは部分的に神話に基づいたものである。これらパピルスを集めた散在する遺物は現在まで残っている。コレクションがより体系的な神話の記録を含んでいた可能性はあるが、そのようなテキストの証拠は現存していない。神殿建物の装飾には、神殿のパピルスのものと同様の、神話のテキストや絵図も見られる。プトレマイオス朝およびアエギュプトゥス時代（紀元前305-西暦380年）の精巧な装飾が施されて保存状態も良い神殿は、特に豊かな神話の原資料である。
エジプト人はまた、病気の予防や治癒といった個人的な目的のための儀式も行なっていた。これらの儀式は宗教的というよりむしろ「魔法（呪術）的」と呼ばれることが多いが、それらは儀式の基礎として神話上の出来事を呼び起こす神殿の儀式と同じ原則で作用すると信じられていた。
宗教的な原資料からの情報は、彼らが記述および描写できるものへの伝統的制約のシステム（いわゆるタブー）による制限を受けている。例えば、オシリス神の殺害はエジプトの著述だと決して明示的に書かれていない。エジプト人は言葉や絵図が現実に影響を与えうると信じていたため、彼らはそうしたネガティブな出来事が現実に起こってしまうリスクを避けていた。また、古代エジプト美術の慣習は物語全体を描くのにあまり適しておらず、そのため大半の神話関連の芸術作品はまばらな個々の情景で構成されている。

### その他の原資料
神話への言及はまた、エジプト中王国より始まる非宗教的なエジプト文学にも現れている。これらの言及の多くは神話のモチーフへの単なる隠喩だが、一部の物語は完全に神話的説話に基づいている。これらのより直接的な神話の描写は、ヘイケ・シュテルンベルクなどの学者によれば、エジプト神話が最も完全に発達した状態になった時期である末期王朝およびグレコローマン時代に特に一般的となった。
エジプトの非宗教的なテキストにおける神話への考え方は大きく異なる。一部の物語は呪術的テキストからの説話に似ているが、他の物語はより明確に娯楽としての意味あいがあり、ユーモラスなエピソードさえも含んでいる。
エジプト神話の最晩年の原資料は、同神話が存在する最後の世紀にエジプトの宗教を描いたヘロドトスやディオドルス・シクルスのような古代ギリシアおよび古代ローマの作家の著作物である。これらの作家の中で著名な人物はプルタルコスで、その作品『モラリア』にオシリス神話の最も長い古代の記述(De Iside et Osiride)が含まれている。これら作家のエジプトの宗教に関する知識は、エジプト外部にいたため多くの宗教的慣習について限定的であり、エジプト人の信仰に関する彼らの声明はエジプトの文化に対する彼らの偏見の影響を受けている。

## 宇宙論

### マアト
エジプトの言葉で「m3ˁt,」と記されるマアトは、エジプトの信仰における宇宙の基本的な秩序を指すものである。世界の創造で確立されたマアトは、世界とそれ以前より取り巻いていた混沌とを区分している。マアトは人間の正しい行いと自然の力の正常な機能の両方を網羅しており、その両方が生命と幸福を可能にしている。 神々の行動が自然の力を支配し、神話がそれらの行動を表現するので、エジプト神話は世界の適正な機能と生命そのものの営みを表すものである。
エジプト人にとって、マアトを維持する最重要の人間はファラオである。 神話においてファラオは様々な神格の息子である。その意味で、ファラオは指名された神々の代表であり、彼らが自然にことを行うよう人間社会において秩序を維持し、神々とその活動を支える儀式を継続するよう義務付けられている。

### 世界観

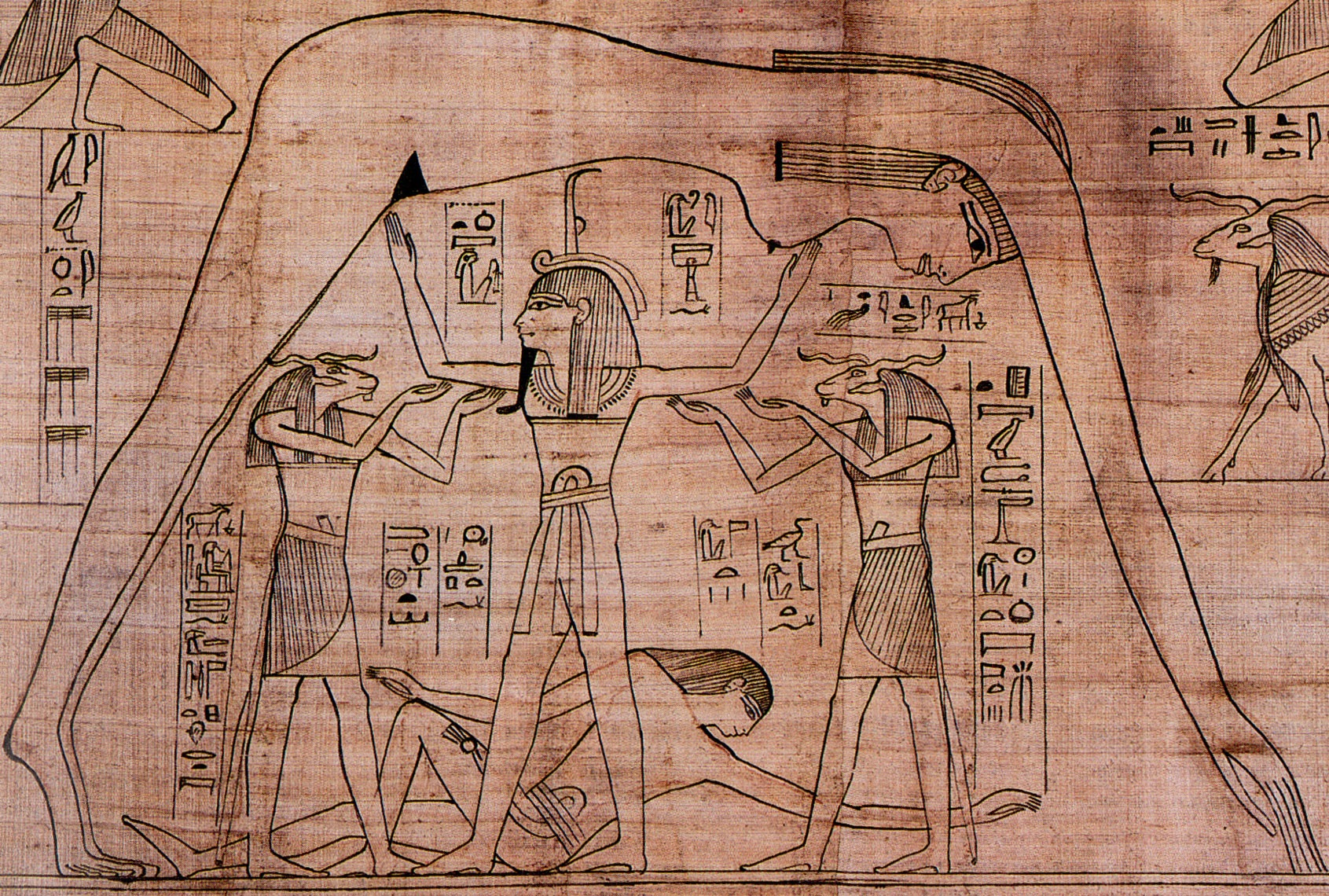
大気の神シューが他の神々に補助されながら天空の神ヌトを支えており、大地の神ゲブがその下に横たわっている。

エジプトの信仰では、秩序ある世界の前からあった無秩序が形状のない無限の水の広がりとして世界を超えて存在しており、神ヌンとして擬人化されている。ゲブという神に擬人化された大地は平らな土地であり、通常その上には女神ヌトによって表される天空が弓なりになっている。この両者は大気の擬人化であるシューによって隔てられている（右の絵図参照）。太陽神ラーは自らの光で世界を賑わせながら、ヌトの全身である空を通って移動すると言われている。夜にラーは西の地平線を越えて、形のないヌンと境を接する謎めいた領域ドゥアトに踏み入る。夜明けに彼は東の地平線のドゥアトから出てくる。
空の性質とドゥアトの場所は不明瞭である。エジプトのテキストは夜間の太陽について、大地の下側を旅するともヌトの体内を移動するとも様々に説明している。 エジプト学者のジェームズ・P・アレン(en)は、これら太陽の動きの説明は似ていないが共存する考えだと確信している。アレンの見解では、ヌトはヌンの水面の見える表面を表しており、星はこの表面に浮かんでいる。 従って、太陽は円を描くように水を横断航行し、毎晩水平線を越えてドゥアトの逆側にある土地の下にアーチを描いて空に到達する。しかしレオナルド・H・レスコ(en)は、エジプト人は空を堅い天蓋と捉えており、夜間に西から東へと空の表面の上にあるドゥアトを通って移動するとして太陽を説明したと確信している。レスコのモデルを修正したジョアンヌ・コンマンは、この堅い天空が動く凹面ドームであり、凸面の大地を深く包括していると主張する。太陽と星はこのドームと一緒に動き、地平線の下でのそれらの通過は単にエジプト人が見ることができなかった大地の領域を超えたそれらの動きである。 これら地域がその後ドゥアトになったのだろうというのがコンマンの説である。
ナイル渓谷（上エジプト）とナイル川デルタ（下エジプト）の肥沃な土地は、エジプト宇宙論の世界の中心にある。 それらの外側に、世界を越えて存在する混沌と関連している不毛の砂漠がある。その先のどこかに地平線アケト(en)がある。東と西にある2つの山は、太陽がドゥアトに出入りする場所を示している。
エジプト人のイデオロギーでは、外国は敵対的な砂漠と関連がある。エジプトと同盟関係にあったりエジプトの支配下にある人々はもっと肯定的に見られていた可能性があるものの、一般的には外国の人々も同じく、ファラオの支配とマアトの安定を脅かす人々「9つの弓(en)」と同列にされた。これらの理由から、エジプト神話の出来事は外国の土地では滅多に起こらない。一部の物語は天空、あるいはドゥアトと関連しているが、一般的にはエジプト自体が神々の行動のための現場である。しばしば、エジプトに設定された神話さえも生きている人間が住むところから隔離された別世界の場で起きているように思えるが、他の物語では人間と神が交流している。いずれにせよ、エジプトの神々は彼らの故郷と深く結びついている。

### 時間
エジプト人の時間に関する視点は彼らの環境による影響を受けた。毎日太陽が昇っては沈み、土地に光をもたらし、人間の活動を規則的にさせた。毎年ナイル川は氾濫し、土壌の肥沃度を刷新してはエジプト文明を維持させる生産性の高い農業を可能にした。これらの周期的な出来事は、全ての時間が（神々と宇宙を刷新する）マアトによって調整された一連の繰り返しパターンだと、理解するための着想をエジプト人に与えた。エジプト人は歴史上の時代が違えばその詳細も異なることを認識していたが、神話のパターンがエジプト人の歴史認識を支配していた。
神々に関するエジプトの物語の多くは、神々が大地に顕現してそれを支配していた原始の時代に起こったものして特徴付けられる。この後、地上の権威が人間のファラオに移ったとエジプト人は信じていた。この原始の時代は、太陽の旅の始まりや現在の世界のパターン繰り返し以前のことのように思われる。 もう一方の時間の終末は、サイクルの終わりと世界の消滅である。これらの遠い時代は現在のサイクルよりも直線的な説話に適しているので、ジョン・ベインズ(en)はそれらを真の神話が起こる唯一の時代と捉えている。ただ、ある程度は、時間の周期的な側面が神話の過去にも存在していた。エジプト人はその当時に設定された物語さえも不変の真実であると考えた。神話はそれらと関連した出来事が起こるたびに現実のものとなった。これらの出来事はしばしば神話を呼び起こした儀式で祝われた。儀式とは、定期的に神話の過去に戻って宇宙における生命を更新する時間を可能にするものだった。

### 生死観
エジプトの人々は、太陽が毎朝繰り返し昇る様子から、死後の再生を信じていた。人間は、名前、肉体、影、バー（Ba・魂）、カー（Ka・精霊）の５つの要素から成り立っていると信じられた。人が死ぬとバーは肉体から離れて冥界へ行くが、肉体がそのままであれば、カーがバーと肉体との仲立ちとなって、アアルで再生できるとされた。そのため、人の死後に肉体が保存されていることが重要視され、ミイラ作りが盛んに行われた。一方で、死後に再生することができない「第二の死」を恐れた。ちなみに、バーは人間の頭をした鷹の姿で現される。
死者の書は、古代エジプト人が信仰した、この「第二の誕生」を得るための指南書であったと言われている。ピラミッドについても墓ではなかったと言われ、死後の世界に旅立つ太陽の船に乗るための場として建造されたものとされる。神殿などに刻まれた名前も、名前こそが死後の再生に必要な要素であると信じられたために、できる限り後世に残すべく、数多く刻まれたものと考えられている。

## 主な神話
エジプト神話の最も重要なカテゴリのいくつかを以下に説明する。同神話の断片的な性質のため、エジプトの原資料には神話の出来事に年代順の並びを示すものが殆どない。とは言うものの、カテゴリは非常に緩やかな時系列で並べられている。

### 創世神話
詳細は古代エジプトの創世神話を参照
最も重要な神話の中に、世界の創造を説明するものがある。エジプト人は、自分たちが述べる出来事で大きな差がある多くの創造の記述を展開させた。 特に、世界を創造したと言われている神格は、それぞれの記述において異なる。この差異は、創造を自分たちが信仰する神によるものとすることで自身の守護神を高位に据えたいというエジプトの都市や神権の欲求を部分的に反映している。ただし、異なる記述が矛盾とは見なされなかった。代わりに、エジプト人は創造プロセスが多くの側面を持ち合わせており、多くの神の力が関わっているものと捉えた。

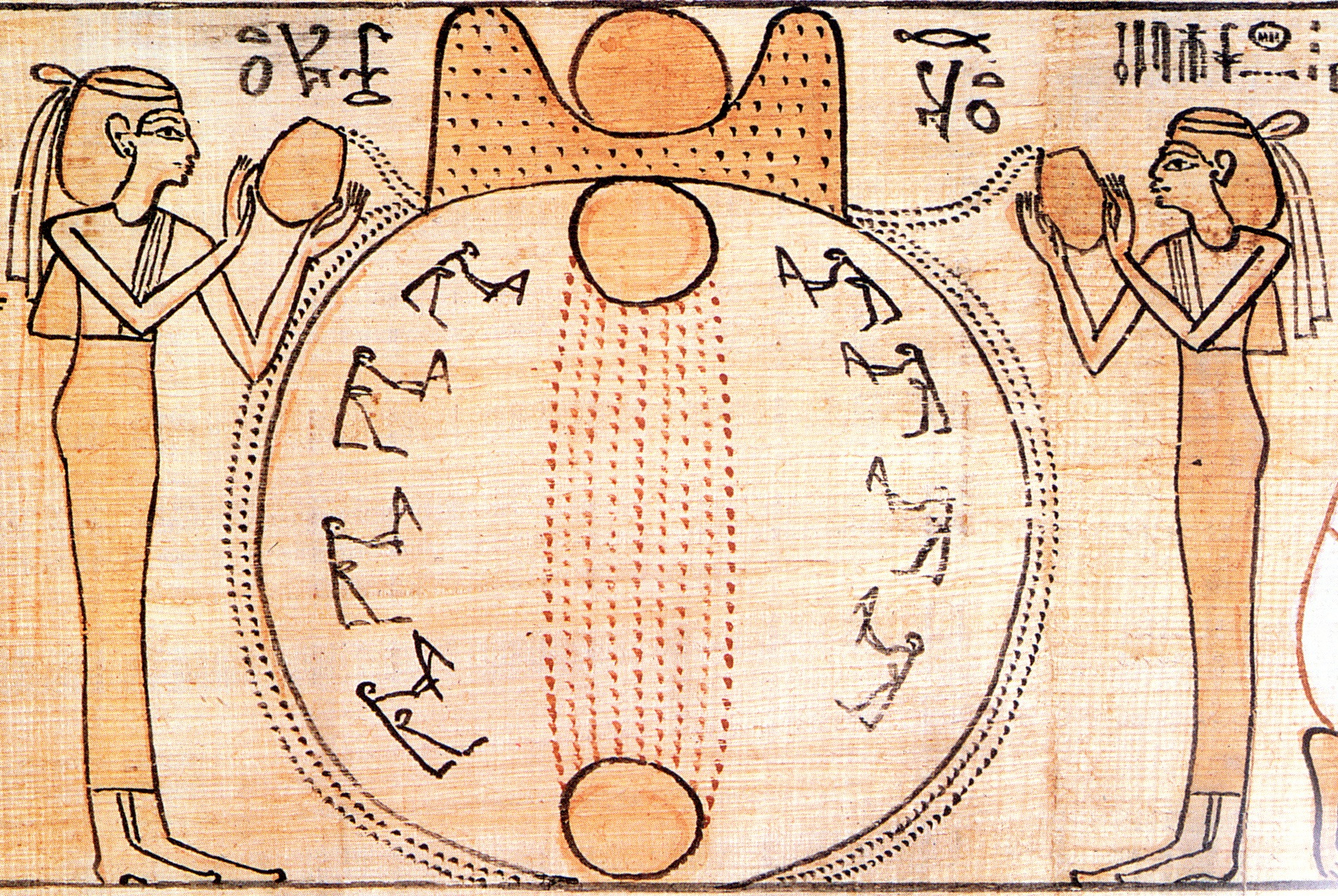
女神が周囲に原始の水を注ぐと、太陽が創造の丘の上に昇ってくる。

神話の共通点の1つは、それを取り巻く混沌の水から世界が出現することである。この出来事は、マアトの確立と生命の起源を表している。一つの断片的な伝統は、原初の水自体の特徴を表すオグドアドの8柱の神々に集中している。彼らの行動は太陽（創造神話では様々な神々、特にラーで表される）を生み出し、その誕生は暗い水の中に光と乾燥の空間を形成する。太陽は乾燥した土地の最初の塚から昇ってくる。この塚は創造神話におけるまた別の共通モチーフで、ナイル川の洪水が後退したときに出来ている大地の盛り上がりに触発された可能性が高いとされる。マアトの創設者である太陽神の出現により、世界はその最初の支配者を有することになる。紀元前1世紀の記述は、新しく秩序だった世界を脅かしている混沌の勢力を制圧するための創造神の行動に焦点を当てている。
太陽および原初の丘と密接に関係している神アトゥムは、少なくともエジプト古王国までさかのぼる創造神話の焦点である。世界のあらゆる要素を取り入れたアトゥムは、潜在的な存在として水の中に存在する。創造の時に彼は他の神々を生み出すために出現し、その結果としてゲブやヌトおよび世界のこれ以外の重要な要素を含むエネアド九柱神たちが出来上がった。エネアドは全ての神々の代わりになる事ができるとされるので、その創造は世界中に存在する多様な要素の中にあるアトゥムの際立った潜在能力を表したものである。
時間が経つにつれ、エジプト人は創造過程に関してより抽象的な見方を発展させた。ピラミッド・テキストの時代までに、彼らは世界の形成を創造神の心中で最初に開発された概念の実現だと説明した。神の世界のものと現実世界のものとを結び付けるヘカの力、あるいは魔法、は創造主の当初の概念とその物理的な実現とを結び付ける力である。ヘカ自体は神として擬人化されてはいるが、この創造の知的プロセスがその神にだけ関連付けられているわけではない。エジプト第3中間期（紀元前1070-664年頃）からの碑文は、そのテキストがだいぶ古い可能性もあるが、プロセスの詳細を記述していて、それが神プタハに帰するとしている。その神と鍛冶屋との緊密な関係が、当初の創造計画に物理的な形を与えるための適切な神格となった。新王国期からの賛美歌は、この創造計画の究極の源として神アメンを、他の神々の背後にさえある神秘的な力だと説明している。
人間の起源はエジプトの創造物語の主な題材ではない。一部のテキストでは、ラー＝アトゥムまたは彼の女性的側面であるラーの眼が衰弱と苦悩の瞬間に流した涙から最初の人間が生まれ、それは欠陥がある人間の性質および哀しい生涯を暗示していると言う。他のテキストは、神クヌムによって人間が粘土から成形されたと述べている。しかし全体として、創造神話の焦点は宇宙秩序の確立であり、そこに人間の特別な場面はない。 

### 王子の誕生
エジプトの複数のテキストが、王権の継承者である神が父親とされる子供の誕生という、同じテーマを取り上げている。そうした物語の最初期に現れたのは神話ではなく楽しい民話で、エジプト第5王朝最初の3人の王の誕生に関する中王国時代のウェストカー・パピルスで発見された。同物語において、3人の王はラーと人間の女性の子孫である。支配者ハトシェプスト、アメンホテプ3世、ラムセス2世が寺院のレリーフに自身の概念と誕生を描かせた時、同じテーマが新王国時代の確固たる宗教的文脈で現れ、そこでは神アメンが父であり、歴史上の女王が母親である。王は神々の中に起源があって当時最も重要な神によって入念に創りこまれたと述べることで、その物語は王の戴冠式に神話的背景を与えており、それは誕生物語と並行して出てくる。神との繋がりは王の支配を正当化し、神と人間の間の仲介者としての王の役割に理論的根拠を提供している。
似たような情景が新王国期以後の多くの寺院に見られるが、この時に彼らが描いた出来事は神々だけが関わっている。この時期、ほとんどの寺院が神話上の神々の家族、通常は父と母と息子に執着した。これらの物語のバージョンでは、誕生はそれぞれ息子3人組である。これら子供の神の各々が、国家の安定性を回復するだろう玉座の継承者である。人間の王から彼と関連のあった神々へのこの焦点推移は、古代エジプト史後期におけるファラオの地位低下を反映している。

### 太陽の旅
天空とドゥアトを通るラーの移動はエジプトの原資料では十分に語られていないが、『アムドゥアト』『門の書』『洞窟の書』といった葬礼文書が一連の寸描で旅の半分にあたる夜間について物語っている。この旅は、ラーの性質と全ての生命維持にとって重要である。
天空を横切って移動する際、ラーは大地に光をもたらし、そこに生きる全てのものを維持している。彼は正午に力のピークに達し、その後は日没に向かって動くにつれて年を取って弱くなる。夕方にラーは世界で最も古い創造神であるアトゥムの形状になる。エジプト初期の文書によると、彼は日の出で平らげた他の全ての神々を一日の終わりに吐き出す。ここでその神々は星として現れ、同物語はなぜ星が夜に見えるのに日中は見えなくなるのかを説明している。
日没でラーは、西のアケト(akhet)という地平線を通過する。この地平線はドゥアトに通じる門または扉として説明されることもある。他の文書で、天空の女神ヌトは太陽の神を飲み込むと言われているので、ドゥアトを通るラーの旅は彼女の体内を通る旅に例えられる。祭礼文書では、ドゥアトとその中にいる神々は緻密かつ詳細に、そして広範囲に変化するイメージで描かれている。これらのイメージはドゥアトの素晴らしくも謎めいた性質を象徴しており、そこでは神と死者の両方が創造の原初の力と接触することで新たに生を受ける。実際のところ、エジプトのテキストはそれを明示的に語らないようにしているが、ラーがドゥアトの中に入ることは彼の死と見られている。

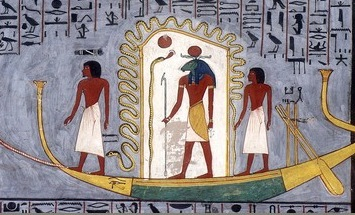
ラー（中央）が、他の神々を従えて自分の帆船で冥界を旅している様子。

旅の描写には特定のテーマが繰り返し描かれる。ラーはマアトを維持するのに必要な努力を行う代表者として、彼の道中で多くの障害を克服する。最大の試練は、無秩序な破壊の側面を司る蛇神で、太陽神を滅ぼして創造を混沌に陥れると脅すアペプとの対決である。多くのテキストで、ラーは一緒に旅をする他の神々の助けを借りてこれらの障害を克服しており、彼らはラーの権威を支持するのに必要な様々な力を備えている。ラーはまた自身の航路でドゥアトに光をもたらし、そこに住んでいる祝福を受けた死者に活力を与える。対照的に、マアトを傷つけた人々は彼の敵として苦痛を与えられ、暗い穴や火の湖に投げ込まれる。
旅の鍵となる出来事は、ラーとオシリスの出会いである。 新王国期には、この出来事がエジプトの生命と時間の概念の複雑な象徴へと発展した。 ドゥアトに追いやられたオシリスは、墓の中にいるミイラ化した体のようである。休むことなく動いているラーは、死んだ人間のバーあるいは魂のようなもので、日中に旅をするとしても毎晩その体に戻る必要がある。ラーとオシリスが出会うと、彼らは一つの存在になる。彼ら2人組は継続的な繰り返しパターンとなるエジプトの時間の見方を反映しており、一人（オシリス）は常に静的で、もう一方（ラー）は一定の周期で生活している。 
ラーはオシリスの再生力と一緒になるや、新たな活力を備えて旅を続ける。この再生が夜明けのラー出現を可能にしている。これは太陽が生まれ変わったと見られ、ヌトがラーを飲み込んだ後にラーを産むという比喩で表現されており、創造の瞬間における初日の出を繰り返していると見られる。この瞬間、昇っていく太陽神は再び星々を飲み込み、それらの力を吸収する。この活性化状態について、ラーは子供であったりスカラベの神ケプリとして描かれており、いずれもエジプトの図像において再生を表すものである。

### 宇宙の終焉
一般的にエジプトのテキストは避けるべき将来として世界の消滅を扱っており、そうした理由からテキストがそれを詳細に説明しないことも多い。 しかし、数えきれないほどの更新サイクルの後に世界は終焉を迎える運命にある、という考えを多くのテキストが暗示している。 この終焉はピラミッド・テキストとより明示的には『死者の書』における一節の中で説明されており、そこではアトゥムがいつの日か自分が秩序のある世界を消してしまい、混沌とした水の中で原初の不活性な状態に戻ることになるだろうと語っている。創造主以外のあらゆる事物が存在を滅ぼされるが、例外としてオシリスは彼と共に生き残ることになる。この終末論的見通しについての詳細は、オシリスに関連した死の運命を含め、不明確なままである。ただし、秩序ある世界を生み出した水の中に創造神と再生の神が一緒にいるので、古いもの（消された現世）と同じように新しい創造が起こる可能性があるという。

## エジプト文化への影響

### 宗教

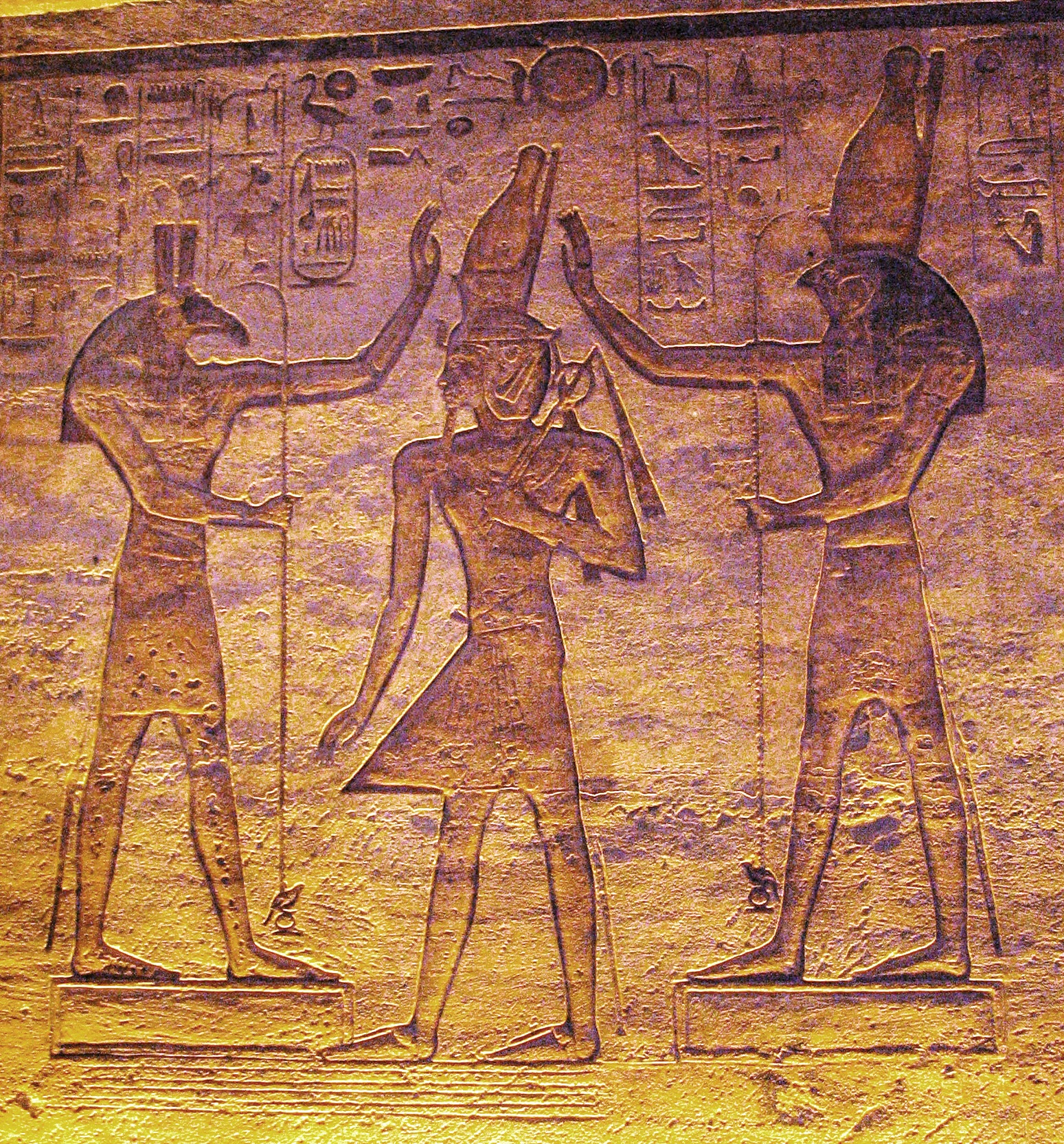
セトとホルスがファラオを支えている。対立する神々の和解した姿は、しばしばその王の統治下におけるエジプトの統一を表している

エジプト人が神学的思想を明示的に説明することは稀だったため、神話で暗に示された思想が古代エジプト宗教の根幹の大部分を形成した。エジプト宗教の目的はマアトの維持であり、神話が表現する概念はマアトにとって不可欠なものだと信じられていた。エジプト宗教の儀式は、神話の出来事およびそれが表す概念をもう一度現実に起こすことを意図したもので、それによってマアトを再生していた。儀式は、最初の創造を可能にした物理的領域と神の領域の間とを同一に連結するヘカの力を介して効果が及ぶと信じられていた。
こうした理由から、エジプトの儀式には神話上の出来事を象徴する行動がしばしば含まれていた。寺院の儀式には、セトやアペプのような悪しき神々を表現している模型の破壊や、イシスがホルスのために行なった病気を癒すための非公開な魔法呪文の詠唱、開口の儀式(en)などの葬礼儀式などがあり、そして死者のために執り行う儀式はオシリス復活の神話を想起させるものだった。しかし、神話の劇的な再現を含む儀式はあったとしても稀だった。2人の女性がイシスとネフティスの役割をこなしたオシリス神話を暗示する儀式のような境界的事案があるが、これらの演出が一連の出来事を成したか否かについて学者たちの見解には賛否がある。エジプトの儀式の大半は神々に供え物をするといった基本的な活動に焦点を当てており、神話のテーマは儀式の焦点ではなくイデオロギーの背景として役立っていた。にもかかわらず、神話と儀式は互いに強く影響を及ぼした。イシスとネフティスとの儀式のように、神話は儀式を触発する。そして、神々や死者に供えられた食べ物や他の品物がホルスの目と同等とされた供物儀式の場合のように、もともと神話的意味の無かった儀式が意味があるものと再解釈されることもあった。
王権は人類と神々の間のつながりとする王の役割を通じて、エジプトの宗教の重要な要素であった。神話は王族と神格の間にあるこの関係の背景を説明している。エネアドに関する神話は、創造主に遡る支配者の系統の継承者として王を確立している。神を生み出す神話は王（ファラオ）が神の息子であり継承者であると主張している。そしてオシリスとホルスに関する神話は、玉座の正統な継承がマアトの維持に不可欠であることを強調している。したがって、神話がエジプト政治の本質そのものの理論的根拠を提供していたのである。

### 芸術

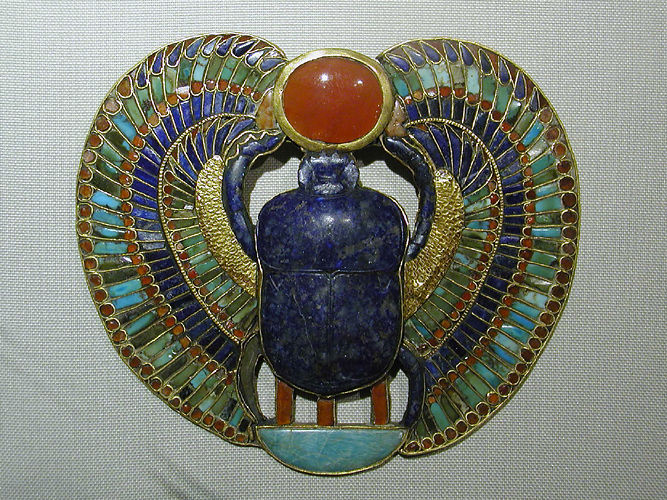
スカラベの形をした葬礼のお守り

神々や神話上の出来事を描いた絵図は、墓、神殿、葬礼文書の中に宗教的叙述と並んで広く出現している。エジプトの芸術作品で神話の場面が説話として順番に並ぶことは稀であるが、特にオシリスの復活を描いた個々の場面はたまに宗教的芸術作品に現れることがある。 
神話への暗示は、エジプトの芸術や建築で非常に普及した。神殿の設計では、神殿の軸となる中央通路が空を横切る太陽神の道に例えられており、通路の終わりにある聖域は彼がそこから昇った創造の場所を表していた。神殿の装飾はこの関係を強調した太陽の紋章で満たされていた。同様に、墓の回廊はドゥアトを通る神の旅に、そして埋葬室がオシリスの墓と関連付けられた。ピラミッドはエジプトのあらゆる建築様式の中で最も有名で、所有者の死後の再生を確実にすることを意図した記念碑にふさわしい創造の丘および最初の日の出を表しているとして、神話の象徴から触発を受けたものかもしれないとする説がある。エジプトの伝統における象徴は再解釈されることが度々あるため、神話的な象徴の意味が神話それ自体のように時間と共に変化したり増えたりする。
エジプト人が神の力を呼び覚まそうと一般的に身に着けていたお守りのように、一般的な芸術作品も神話のテーマを想起させるよう設計されていた。例えば、ホルスの目は失われた目の復活後のホルスの幸福を表していたため、保護用のお守りとして非常に一般的な形であった。スカラベ形のお守りは、太陽神が明け方に変化すると言われていた形状の神ケプリを指すもので、生命の再生を象徴していた。

### 文学
宗教的著作以外でも、神話からのテーマやモチーフがエジプト文学に頻繁に現れる。エジプト中王国期に遡る初期の訓示テキスト『メリカラ王のための教訓(en)』には、恐らく人類滅亡というある種の神話への短い言及が含まれている。最初期で知られるエジプトの短編小説『難破した水夫の物語(en)』は、過去の物語の中に神々および世界の最終的消滅に関する思想を盛り込んでいる。
やや後年の物語は神話上の出来事をあらすじに取り上げたものが多い。『二人兄弟の物語(en)』はオシリス神話の一部を普通の人々に関する素晴らしい物語に適応しており、『弟の「ゲレグ」によって盲人にされてしまった兄の「マアト」の物語(en)』はホルスとセトの間の対立を寓話に変容したものである。
ホルスとセトの行動に関するテキストの断片は中王国期にさかのぼり、神々に関する物話はその時代に起きたことを示唆している。この形式のテキストの幾つかは新王国期から知られており、より多くの話が同後期およびグレコローマン時代に書かれた。 これらのテキストは上述のものよりも明らかに神話から派生したものであるが、それらは依然として非宗教的な目的で神話を適用している。新王国期からの『ホルスとセトの争い(en)』は、二人の神の間の対立の物語で、ユーモラスかつ一見無関心な調子で記されている。ローマ時代の『太陽の目の神話』は神話から取られた枠物語に寓話を取り入れている。魔法の目的とは関係のない道徳的メッセージを伝える新王国の物語『イシス、裕福な女の息子、そして漁師の妻』のように、書かれたフィクションが魔法テキストの説話にも影響を与えてしまうことがあった。神話を扱っているこれら物語の多彩さは、エジプト文化において同神話が貢献することになった意図内容の幅広さを示すものである。